# Pierluigi Castagnetti
Pierluigi Castagnetti (Reggio Emilia, 9 giugno 1945) è un politico italiano, deputato alla Camera per 5 legislature dal 1987 al 1994 e dal 2001 al 2013, ricoprendo vari incarichi parlamentari, oltre che europarlamentare dal 1994 al 1999. È stato esponente della Democrazia Cristiana, l'ultimo segretario del Partito Popolare Italiano, capogruppo de La Margherita ed esponente del Partito Democratico.

## Biografia

### Gli inizi
Nato a Reggio Emilia, laureato in scienze politiche all'Università di Bologna, si iscrisse giovanissimo alla Democrazia Cristiana (DC), dove, oltre a militare in essa, alla fine degli anni sessanta fu per un periodo collaboratore di don Giuseppe Dossetti e, in seguito, di Benigno Zaccagnini e Mino Martinazzoli.
Alle elezioni amministrative del 1970 viene eletto consigliere comunale di Reggio Emilia tra le liste della DC, mantenendo l'incarico fino al 1975.
Nel 1980 viene candidato dalla DC alle elezioni regionali in Emilia-Romagna, venendo eletto consigliere regionale dell'Emilia-Romagna, al suo primo incarico politico di rilievo e due anni dopo diventò segretario regionale della DC emiliana-romagnola.

### Deputato ed europarlamentare
Eletto deputato per la prima volta alle elezioni politiche del 1987, restò a Montecitorio per due legislature, venendo rieletto alle politiche del 1992. Nel 1990 fu relatore della proposta di legge sulla disciplina del commercio delle armi.
Nel 1991 fu tra i deputati dello scudocrociato che votarono contro la partecipazione dell'Italia alla Prima guerra del Golfo. Nel 1992, all'inizio dell'XI legislatura, presentò una proposta di legge finalizzata a modificare l'istituto dell'immunità parlamentare.
Quando Martinazzoli divenne segretario della DC al posto di Arnaldo Forlani, Castagnetti assunse l'incarico di capo della sua segreteria politica. Lasciò gli incarichi di vertice dopo le elezioni politiche del 1994, ma tre mesi dopo alle elezioni europee del 1994 viene eletto europarlamentare nella lista del PPI, entrando nel Parlamento europeo.

### Segretario del Partito Popolare Italiano
È stato tra i fondatori alla costituzione del nuovo Partito Popolare Italiano, amico di Romano Prodi, ma nel III Congresso del 1997 fu battuto da Franco Marini nella corsa alla segreteria. Due anni dopo la scalata alla segreteria del partito gli riuscì: al congresso nazionale del PPI del 1999, Castagnetti, supportato dall'uscente Marini, superò nettamente il vicesegretario uscente Dario Franceschini e il Ministro dell'università e della ricerca scientifica e tecnologica Ortensio Zecchino (supportato da Ciriaco De Mita).
Sotto la sua guida, il PPI fu fautore di una ristrutturazione dello schieramento centrista, pur nella logica bipolare, e di un'alleanza col centro-sinistra, oltre a stipulare un'alleanza politica con le altre componenti centriste dell'alleanza "Il nuovo Ulivo" (popolari UDEUR di Clemente Mastella, I Democratici di Arturo Parisi e Rinnovamento Italiano di Lamberto Dini), che prese il nome di La Margherita.

### Capogruppo de La Margherita

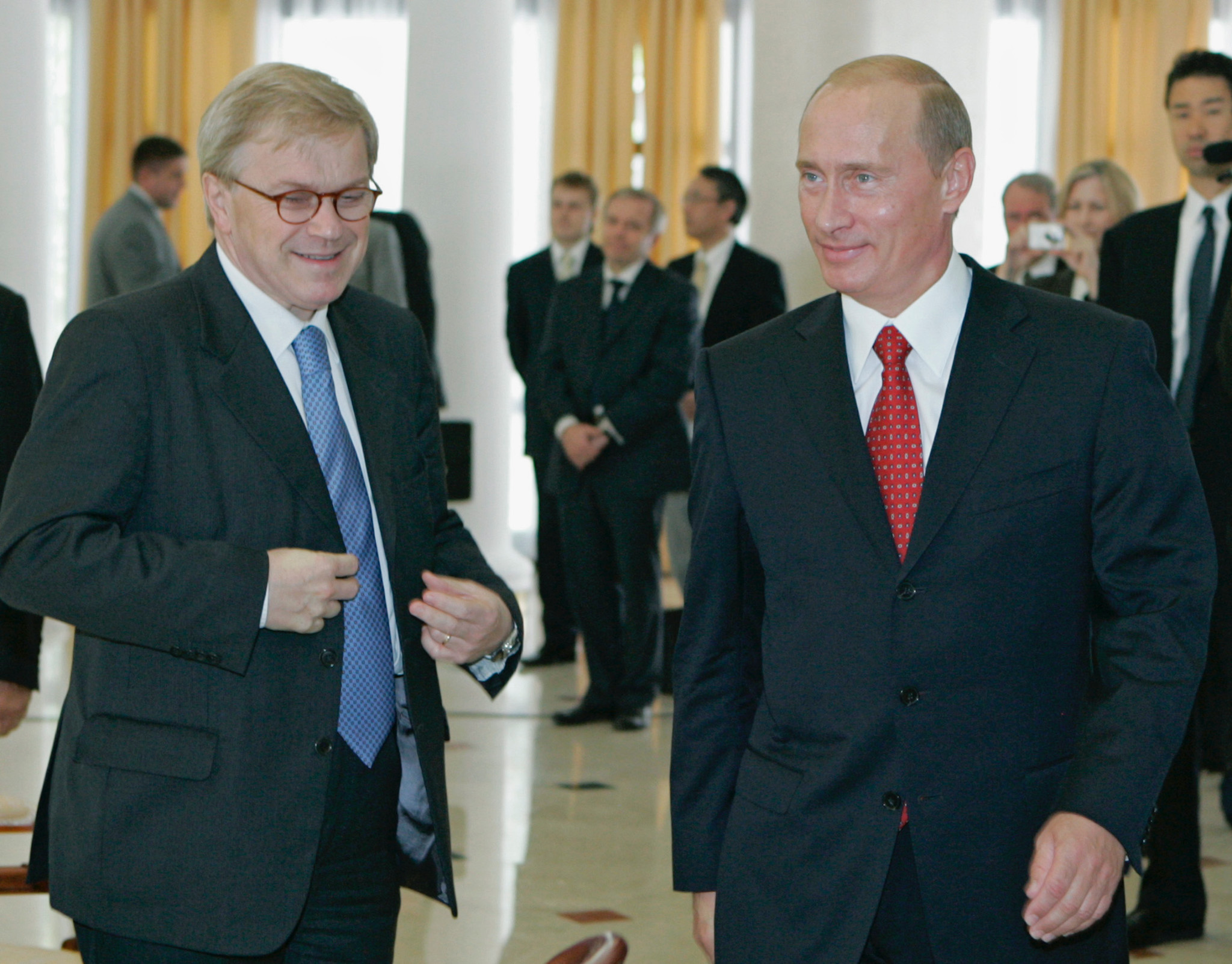
Castagnetti con il presidente della Russia Vladimir Putin nel 2006

Alle elezioni politiche del 2001 venne rieletto deputato alla Camera nel collegio uninominale di Carpi in quota La Margherita, dove viene eletto successivamente presidente del gruppo parlamentare della "Margherita - L'Ulivo" alla Camera per l'intera XIV legislatura.
Nel 2002, il PPI confluì ne La Margherita come partito, con Rinnovamento Italiano di Lamberto Dini e I Democratici di Arturo Parisi. Terminato il ruolo di Segretario popolare, mantiene il ruolo di Capogruppo della Margherita, diventando ben presto una delle figure di spicco nell'opposizione ai Governi Berlusconi II e III.

### Vicepresidente vicario della Camera
Alle elezioni politiche del 2006 è stato rieletto deputato tra le liste dell'Ulivo (lista che univa La Margherita con i Democratici di Sinistra di Piero Fassino) nella circoscrizione Emilia-Romagna. Nella XV legislatura della Repubblica diviene dal 4 maggio 2006 vicepresidente vicario della Camera dei deputati.
Il 29 aprile 2008, nella seduta inaugurale della XVI legislatura, durante l'elezione del presidente fu presidente provvisorio della Camera dei deputati, in quanto più anziano tra i vicepresidenti uscenti.

### Presidente della Giunta per le Autorizzazioni
Dal 5 maggio del 2008 al 2013 è stato Presidente della Giunta per le autorizzazioni a procedere della Camera dei deputati. In questo periodo presenta alcune proposte di legge di carattere istituzionale riguardanti l'abrogazione del sistema elettorale vigente (il cosiddetto porcellum) e il ripristino di quello precedente  ("reviviscenza"), e la vita dei partiti, in applicazione dell'articolo 49 della Costituzione. Prima ancora, propose l'istituzione di una Commissione parlamentare di inchiesta sui cosiddetti "paradisi fiscali".
Alle elezioni primarie del Partito Democratico nel 2009 sostiene la mozione di Dario Franceschini, segretario uscente del PD e vicesegretario del PD sotto Walter Veltroni, ma che risulterà perdente, arrivando secondo al 34,27% dei voti contro il 53,23% dei voti di Pier Luigi Bersani, ex ministro dello sviluppo economico nel governo Prodi II.
Nel 2011 propone, assieme a un gruppo di parlamentari del PD che comprende, tra gli altri, Walter Veltroni e Arturo Parisi, un referendum abrogativo per i tout court della legge elettorale Calderoli, nell’intenzione di ritornare alla legislazione precedente Mattarella. Un'iniziativa criticata dal segretario del PD Bersani, affermando che "il PD non promuove referendum perché si tratta di strumenti a disposizione della società civile" e che "il partito può appoggiarli ma deve esserci un buon equilibrio tra partiti e società civile".
Con due anni di anticipo rispetto alla conclusione della XVI legislatura annuncia, alla Gazzetta di Reggio e a l'Espresso, la sua intenzione di non ricandidarsi più al Parlamento per favorire il rinnovamento, ribadendolo un anno dopo.
Nel corso della sua carriera politica ha pubblicato centinaia di articoli su riviste e quotidiani nazionali e alcuni saggi.

### Dopo il parlamento
In vista del referendum costituzionale sulla riforma Renzi-Boschi del 4 dicembre 2016, si schiera per il "Sì" e sostiene la relativa campagna elettorale, criticando la scelta del ex-segretario del PD Pier Luigi Bersani di schierarsi per il "No", e arrivando ad aggredire verbalmente su Twitter il presidente del tribunale di Bologna Francesco Caruso per la sua posizione contraria.
Dal 2016 è presidente della Fondazione Fossoli (ex campo di concentramento di Fossoli, Carpi). Fa parte del direttivo della Casa della Storia europea di Bruxelles.
Nel 2020, in occasione del referendum costituzionale sulla riduzione del numero dei parlamentari legato alla riforma avviata dal governo Conte I guidato dalla Lega assieme al Movimento 5 Stelle e concluso dal governo Conte II guidato dalla coalizione M5S e PD, annuncia di schierarsi per il "No", in dissidenza con la linea ufficiale del suo partito, schierato per il "Sì".

## Pubblicazioni
- Conoscere l'euro, Diabasis, Reggio Emilia, 1998
- Viaggio al centro di un anno difficile, Edizioni Il Popolo, Roma, 2003
- I cattolici democratici nella vita nazionale (curatela), Rubbettino, Soveria Mannelli, 2006
- Come esserci: i credenti nella nuova fase della politica secolarizzata (con Savino Pezzotta), Rubbettino, Soveria Mannelli, 2006
- Politica e valori: a proposito di cattolicesimo democratico, Cittadella, Assisi, 2016
- Un nuovo umanesimo europeo: popoli, religioni, culture (con Lino Prenna e Ambrogio Bongiovanni), Il pozzo di Giacobbe, Trapani, 2020
- Sturzo e il partito che mancava Rubbettino, Soveria Mannelli, 2018
- Dopo l'Euro l'Europa, Pozzi Editore, Reggio Emilia, 1998
- Il vento aiuta chi sa dove andare, Pozzi Editore, Reggio Emilia, 1999
- L'Europa conviene, Pozzi Editore, Reggio Emilia, 1999
- Carità politica, Edizioni Francescane Italiane, Perugia, 2022
- prefazione a, Benedetto Croce, Quando l'Italia era tagliata in due, thedotcompany, Reggio Emilia, 2022